# Duana del Port de Barcelona
|  | Aquest article tracta sobre l'edifici davant de les Drassanes. Si cerqueu l'edifici al Pla de Palau, vegeu «Duana de Barcelona». |

La Duana del Port de Barcelona és un edifici situat al davant de les Drassanes Reials, catalogat com a bé cultural d'interès local. Les actuals duanes han estat traslladades al port de mercaderies de la Zona Franca.

## Història
Va ser projectat el 1890 per l'arquitecte Enric Sagnier i Villavecchia en col·laboració amb l'enginyer de camins, canals i ports Pere Garcia i Fària (especialista en el sanejament de la ciutat), i construït entre 1896 (el projecte no s'aprovà fins al 1895) i 1902.

## Descripció
Edifici monumentalista format per dos cossos principals paral·lels al passeig units per una nau intermèdia i dos patis d'arribada i sortida de material. Tots són de planta baixa excepte el principal, que disposa de planta baixa i dos pisos. La seva façana té tota la llargada de l'illa i presenta una composició d'obertures en eixos verticals repetitius. Aquest ritme està interromput per un cos central més guarnit i decorat que conté l'accés principal. Als extrems la façana està limitada per dos cossos que fan de testers del volum alt i estan guarnits i decorats com el central. La planta baixa està formada per arcs de mig punt que emmarquen finestrals. El primer pis disposa d'obertures rematades per frontons semicirculars. L'última planta té una alineació de finestres més petites en número suficient per visualitzar-se com una llotja. Les parts central i laterals que pauten la llargada d'aquesta façana tenen una planta baixa similar on es recolzen dues plantes lligades per un ordre gegant de pilastres amb capitells jònics.
El remat de tot aquest cos és d'una monumentalitat inusual a la ciutat. S'inicia amb l'arquitrau sobre columnes jòniques i segueix amb un reguitzell de components arquitectònics; fris, cornisament, merlets, pedestals i és finalment rematat amb els escuts de Barcelona, Catalunya i Espanya, i amb dues àguiles i dos grifons, obra d'Eusebi Arnau. Les cobertes, de pissarra, són inclinades a dues vessants. El perímetre del coronament se soluciona amb un ampit d'obra amb motllurat clàssic.
El cos posterior correspon a funcions menys institucionals; control de mercaderies i magatzem i les seves façanes són més senzilles dominant el ple sobre el buit. Es formalitzen amb obertures amb arcs de mig punt, destacant les façanes laterals per l'elegància assolida amb la formalització d'un arc que ocupa tot el tester i que integra dins seu un finestral. Aquesta façana només està interrompuda en la part central per la macla amb un cos secundari transversal de dos plantes.
Artísticament cal destacar, en aquest edifici, el delicat treball de la pedra que s'utilitza per crear la decoració de les façanes, sobretot els conjunts escultòrics del coronament, les pilastres de doble alçada d'estil jònic i els frisos nuus decorats únicament amb tríglifs. La resta de detalls són formes neoclàssiques simples combinades amb d'altres més carregades amb motius florals.
També són notables les complexes reixes de ferro de fosa de les baranes de les tanques del pati i els seus coberts amb marquesines vidriades.
Tot el conjunt reflecteix un estil historicista sensiblement híbrid tenint en compte la utilització, per una banda, d'ordres clàssics en les façanes i per l'altre, de decoracions pròpies del romanticisme català. De totes maneres les proporcions en que es presenten els elements arquitectònics d'aquest ordre clàssic i les dimensions de les decoracions fan que aquest conjunt es consideri eclecticista.

## Galeria

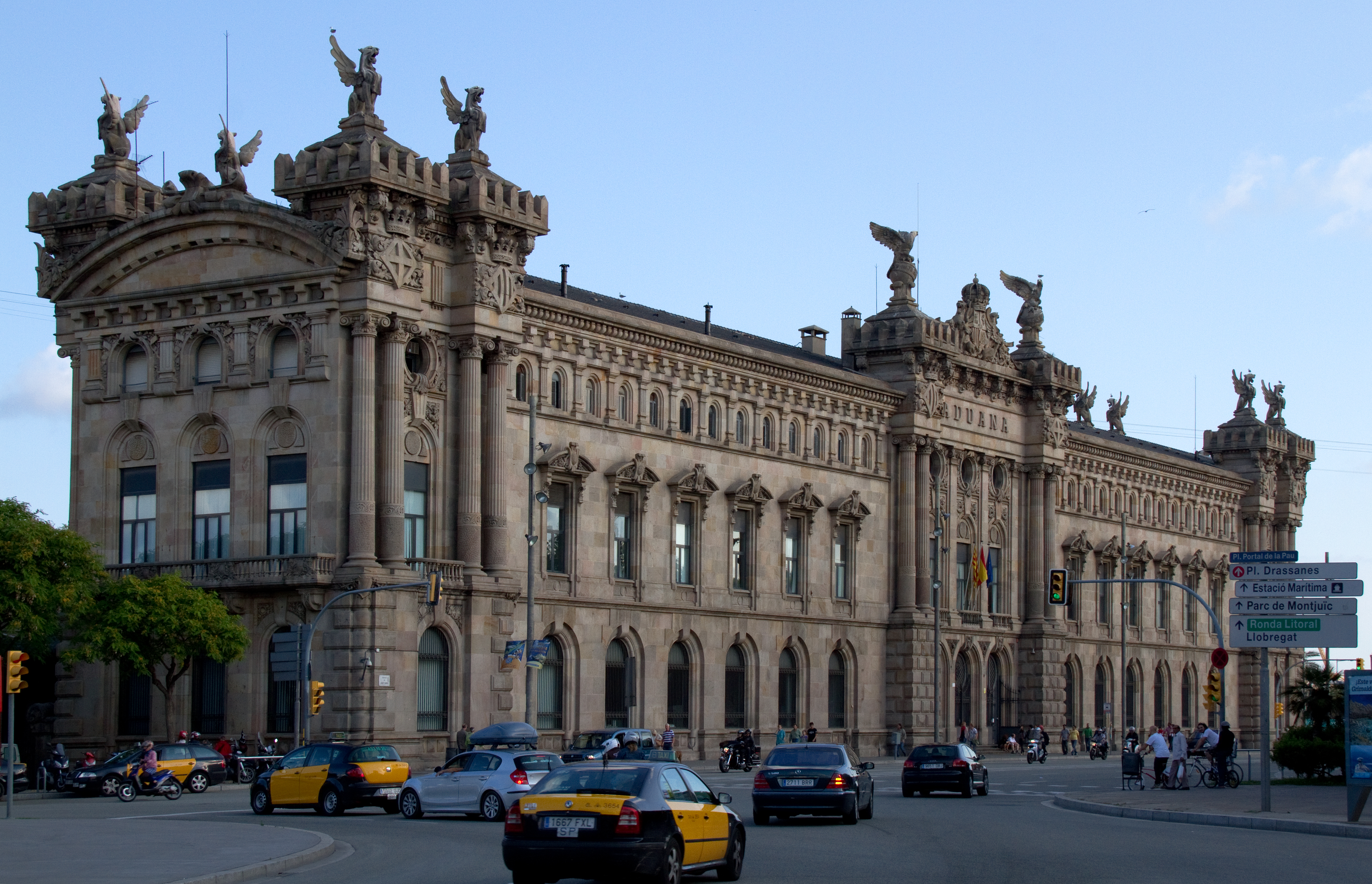
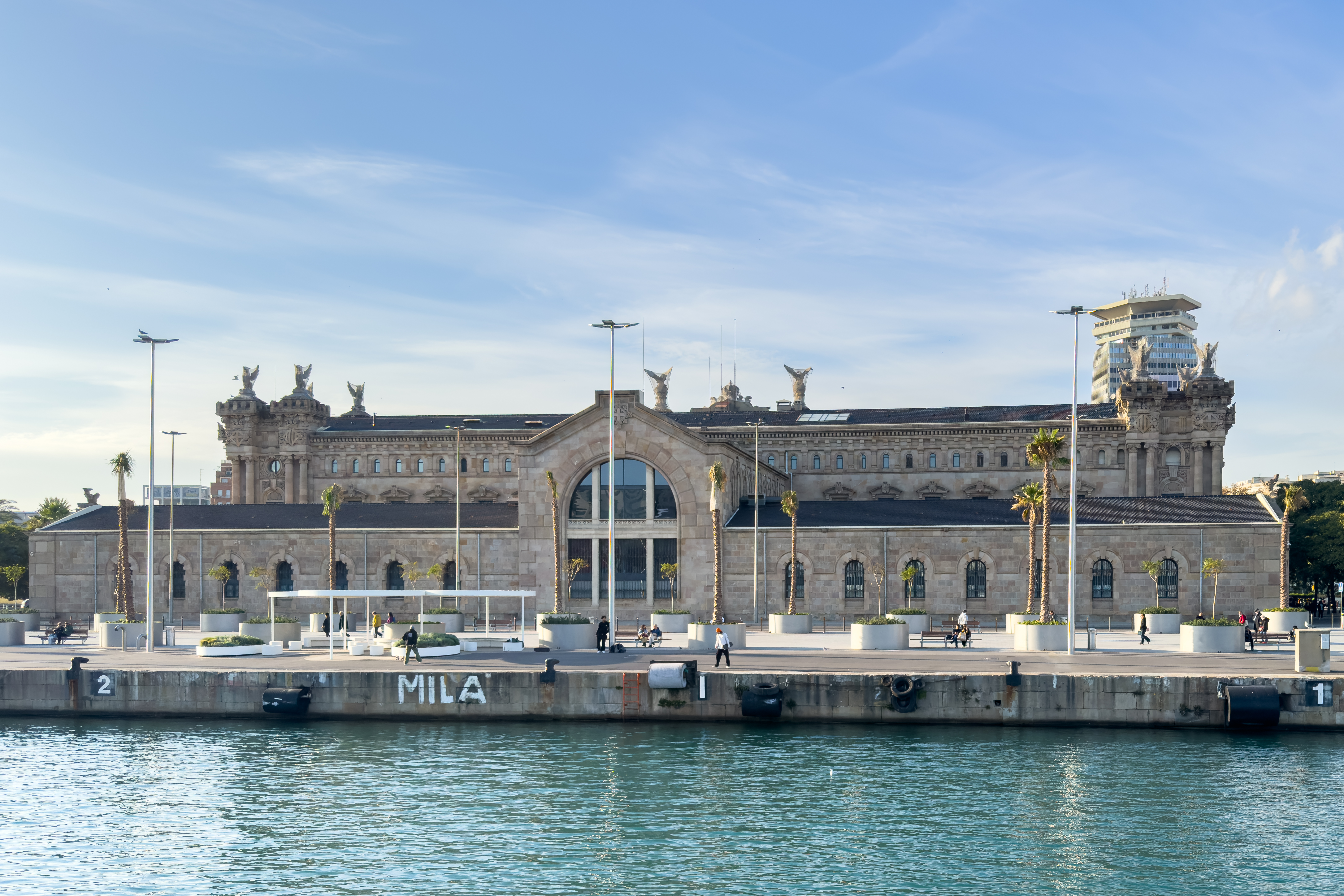
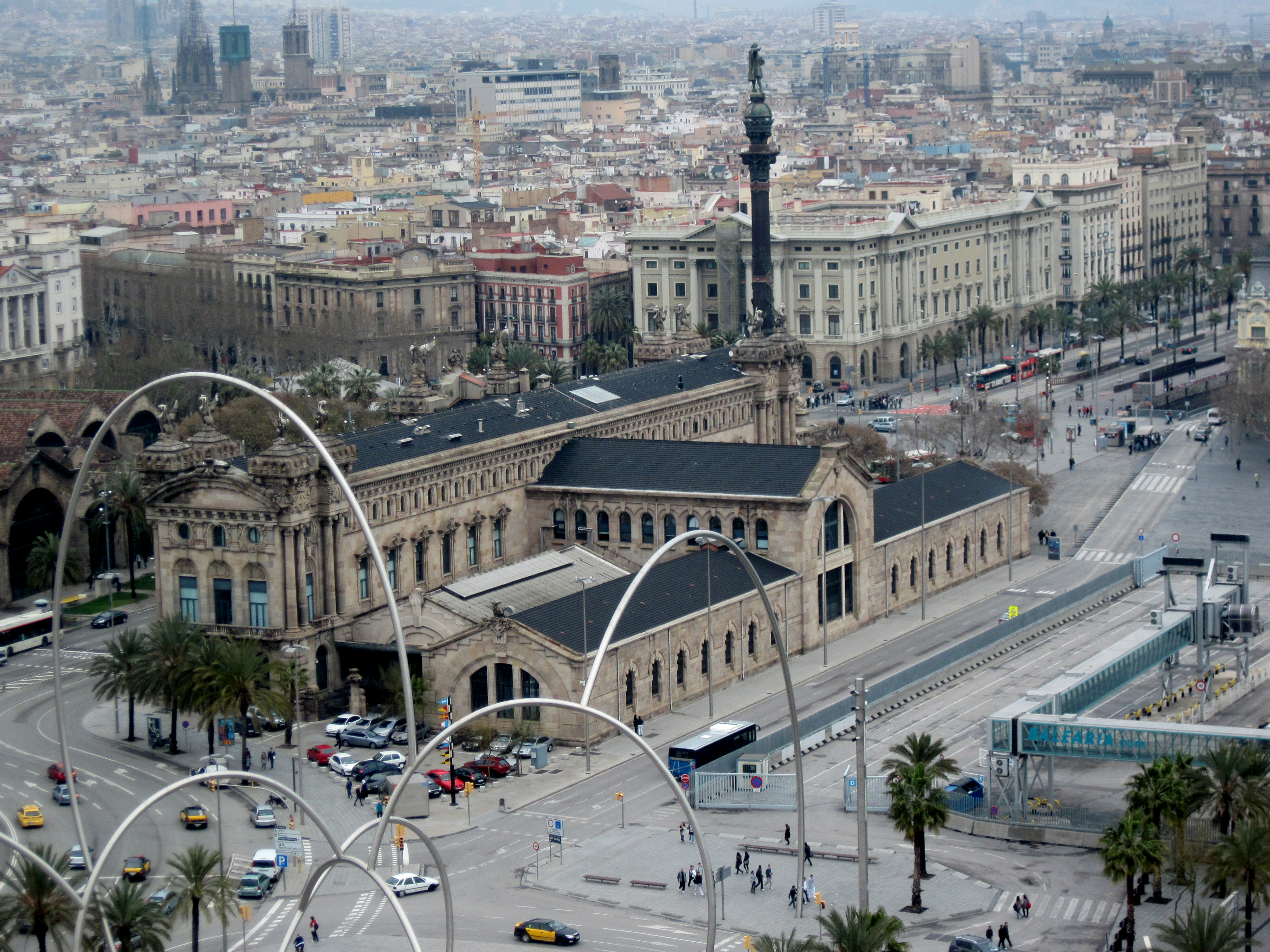